# Trichosalpingus planatus
Trichosalpingus planatus là một loài bọ cánh cứng trong họ Mycteridae. Loài này được Champion mô tả khoa học năm 1916.